# 我们生活在巨大的差距里
《我们生活在巨大的差距里》是中國大陸文學作家余華在中国大陆出版的一本散文集，收录了他自2003年之后十年间创作的散文。第一版在2015年的2月1日，由北京十月文艺出版社出版。